# Chalcura aeneobrunnea
Chalcura aeneobrunnea är en stekelart som först beskrevs av Girault 1929.  Chalcura aeneobrunnea ingår i släktet Chalcura och familjen Eucharitidae. Inga underarter finns listade i Catalogue of Life.